# Туат (газове родовище)
Туат (газове родовище) — група газових родовищ в центральній частині алжирської Сахари, що розробляються за єдиним проєктом.

## Загальна інформація
У межах проєкту Туат об'єднали десять газових родовищ (Уед-Зайн, Бу-Хадід, Бу-Хадід-Захід та інші), що належать до басейну Сбаа (за іншими даними — до басейну Гурара). Більшість з них були відкриті в 1980-х роках, а в 2003—2007 роках запаси уточнили за допомогою бурової кампанії із 7 свердловин.
Поклади вуглеводнів пов'язані з пісковиками кембрію та ордовика.
Видобувні запаси проєкту Туат первісно оцінили у 68,5 млрд м3 газу та 8,5 млн барелів конденсату. Найбільшим у групі є Уед-Зайн (можливо відзначити, що тут у відкладах іншого періоду також виявили нафту, видобуток якої організовано в межах нафтового прокєту Туат).

## Розробка
Розробку групи родовищ Туат організували через консорціум, учасниками стали Neptune Energy Touat (65 %, своєю чергою належала ENGIE та Neptune з частками 46 % та 54 % відповідно) та державна алжирська Sonatrach (35 %). У 2024-му Neptune оголосила про продаж своєї частки італійській Eni.
Видобуток стартував в 2019 році. До складу облаштування родовищ входить установка підготовки, розрахована на прийом 13 млн м3 газу на добу, тоді як річна потужність промислу за проєктом має становити 4,5 млрд м3 газу та 630 тисяч барелів конденсату. Для доставки продукції зі свердловин на установку підготовки проклали газозбірну мережу загальною довжиною 99 км, виконану в діаметрах 150 мм, 200 мм та 500 мм.
Видача продукції відбувається по трубопроводу довжиною 48 км та діаметром 700 мм до однієї з компресорних станцій газопроводу GR5.